# Monolepta chujoi
Monolepta chujoi là một loài bọ cánh cứng trong họ Chrysomelidae. Loài này được Nakane & Kimoto miêu tả khoa học năm 1961.